# Hănești, Bolgrad
Hănești (în ucraineană Ганнівка, transliterat: Hannivka) este un sat în comuna Borodino din raionul Bolgrad, regiunea Odesa, Ucraina.

## Demografie
Componența lingvistică a localității Hănești
     Ucraineană (96,85%)
     Rusă (2,76%)
     Alte limbi (0,39%)
Conform recensământului din 2001, majoritatea populației localității Hănești era vorbitoare de ucraineană (96,85%), existând în minoritate și vorbitori de rusă (2,76%).